# Kama Sutra, une histoire d'amour
Pour les articles homonymes, voir Kama Sutra.
Pour plus de détails, voir Fiche technique et Distribution.
Kama Sutra, une histoire d’amour (Kama Sutra: A Tale of Love) est un film indien réalisé par Mira Nair, sorti en 1996,,.

## Synopsis
Malgré une amitié qui les lie depuis leur tendre enfance, la princesse Tara (Sarita Choudhury) et la servante Maya (Indira Varma) deviennent de farouches rivales à l'âge adulte. Jalouse de la beauté et de la sensualité de Maya, la princesse Tara humilie sa servante. Maya blessée, trouve une occasion de se venger de la princesse en séduisant son futur époux (Naveen Andrews) la veille du mariage. Pour s'être souillée ainsi, Maya est bannie du palais et fait la rencontre d'un séduisant sculpteur Jai Kamur (Ramon Tikaram) et d'une courtisane Rasa Devi (Bhanurekha Ganesan, connue au cinéma sous le nom de Rekha) avec laquelle elle développera l'art du "Kama Sutra". Puis, après ce retour au calme dans la vie de Maya, tout bascule car le prince, malgré tous les efforts de son épouse Tara pour le séduire, n'arrive pas à oublier l'ardeur de Maya et décide de retrouver cette femme. Maya est ainsi contrainte de vivre parmi les courtisanes du souverain et de laisser derrière elle son beau sculpteur, dont elle est la muse. Il sera plus tard exécuté pour avoir tenté de communiquer avec la courtisane Maya.

## Fiche technique
Sauf indication contraire, les informations mentionnées dans cette section peuvent être confirmées par la base de données cinématographiques IMDb,  présente dans la section « Liens externes ».
- Titre : Kama Sutra, une histoire d'amour
- Titre original : Kama Sutra: A Tale of Love
- Réalisation : Mira Nair
- Scénario : Helena Kriel, Mira Nair, d'après la nouvelle de Wajida Tabassuh
- Direction artistique : Nitin Chandrakant Desai
- Décors : Stephanie Carroll
- Costumes : Eduardo Castro
- Photographie : Declan Quinn
- Musique : Mychael Danna
- Montage : Kristina Boden
- Production : Caroline Baron, Lydia Dean Pilcher, Mira Nair
- Sociétés de production : Channel Four Films, Mirabai Films, NDF International, Pandora Filmproduktion, Pony Canyon
- Sociétés de distribution : Manuel Salvador, Trimark Pictures, NTV-PROFIT
- Budget de production : 3 000 000 $
- Pays d'origine :  Inde,  États-Unis,  Royaume-Uni,  Japon,  Allemagne
- Langue : Anglais, italien
- Format : Couleur (Technicolor) - 1.66 : 1 mm
- Genre : Drame, érotique, historique, romance
- Durée : 109 minutes
- Dates de sortie en salles : 
  -  France : 16 juillet 1997
  -  Canada : 11 septembre 1996 (Festival international du film de Toronto)
  -  États-Unis : 28 février 1997
  -  Japon : 19 avril 1997
  -  Royaume-Uni : 20 juin 1997

## Distribution
- Indira Varma : Maya
- Sarita Choudhury : la râni Tara
- Ramon Tikaram : Jai Kumar
- Naveen Andrews : Raj Singh
- Rekha : Rasa Devi, la professeure de kâmasûtra
- Khalid Tyabji : Biki
- Arundhati Rao : Annabi
- Pearl Padamsee : Maham Anga
- Kusum Haidar : Dilki
- Harish Patel : le docteur Mani
- Ranjit Chowdhry : Babu
- Achala Sachdev : Rupa
- Arjun Sajnani : Bashir
- Surabhi Bhansali : Maya jeune
- Garima Dhup : Tara jeune

## Distinctions
| Date                    | Distinction                                       | Catégorie              | Nom                              | Résultat   |
| ----------------------- | ------------------------------------------------- | ---------------------- | -------------------------------- | ---------- |
| 19 au 28 septembre 1996 | Festival international du film de Saint-Sébastien | Coquille d'or          | Kama Sutra, une histoire d'amour | Nomination |
| 22 mars 1997            | Film Independent's Spirit Awards                  | Meilleure photographie | Declan Quinn                     | Lauréat    |